# Wadwerd
Wadwerd is een gehucht en een voormalige wierde in de gemeente Het Hogeland in de Nederlandse provincie Groningen. Het ligt net ten noorden van de N363 tussen Warffum en Usquert. De naam verwijst naar een wierde aan het Wad.
De wierde dateert uit de vroege middeleeuwen en wordt voor het eerst vermeld rond het jaar 1000 in de goederenlijsten van de Abdij van Werden als Uuatuurd; het wordt genoemd voor Uuituurd (mogelijk Kloosterwijtwerd). In dezelfde lijst wordt overigens ook een plaats UUahcuurd genoemd. In de wierde is een Karolingisch wapengraf gevonden. De wierde werd in 1845 afgegraven omdat deze het uitzicht hinderde van landbouwer H.K. Welt.
Wadwerd bestaat slechts uit één doorgaande weg. Aan de noordkant van de weg staan kapitale hereboerderijen. Aan de zuidkant staat een aantal voormalige arbeiderswoningen. Tevens loopt aan de zuidkant van het dorp de spoorlijn Sauwerd - Roodeschool. Vanaf de opening van de lijn in 1893 tot in 1932 had Wadwerd de stopplaats Wadwerd aan deze spoorlijn.

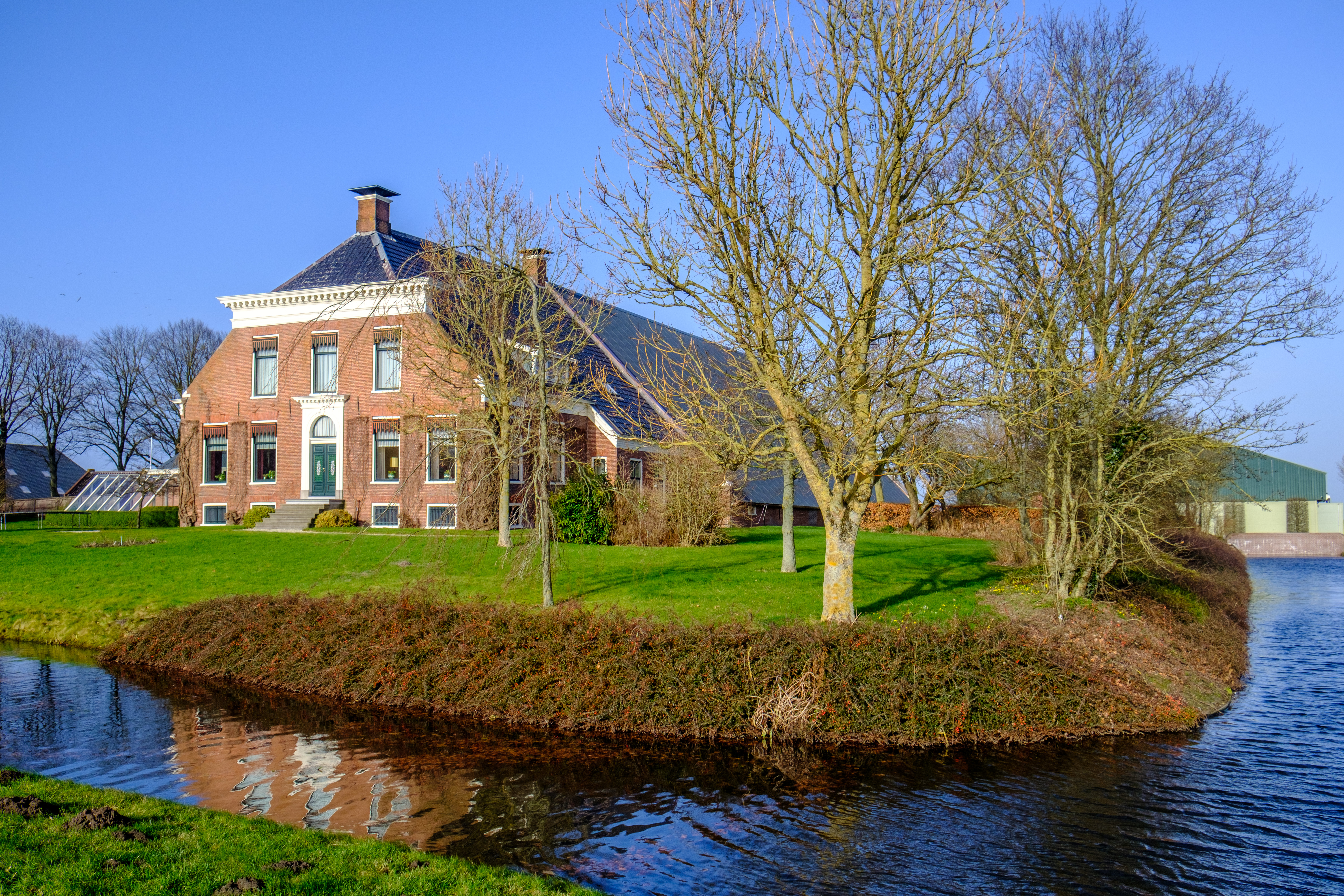
Watwerd (nr. 62)
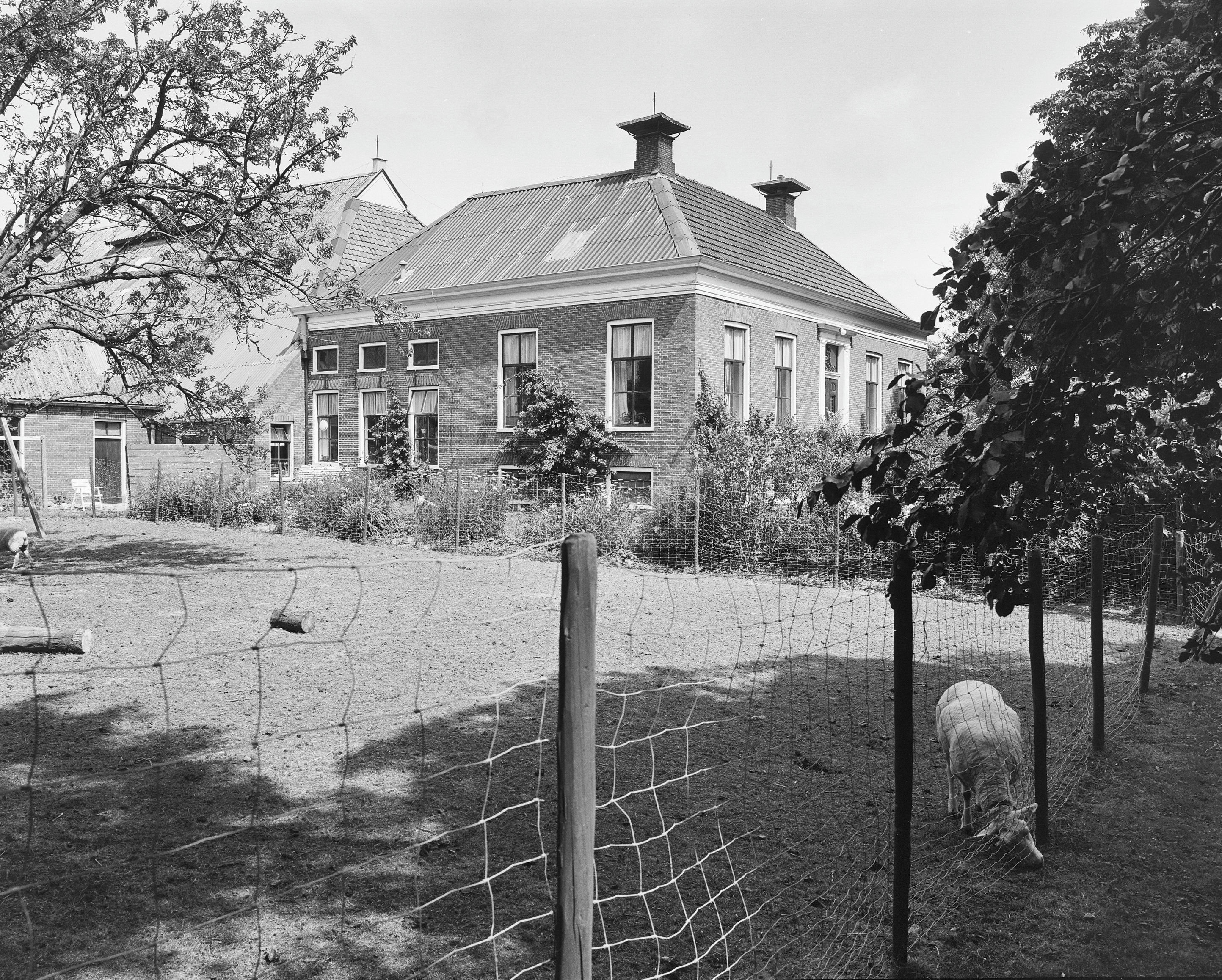
Gaykemaheerd (nr. 74)
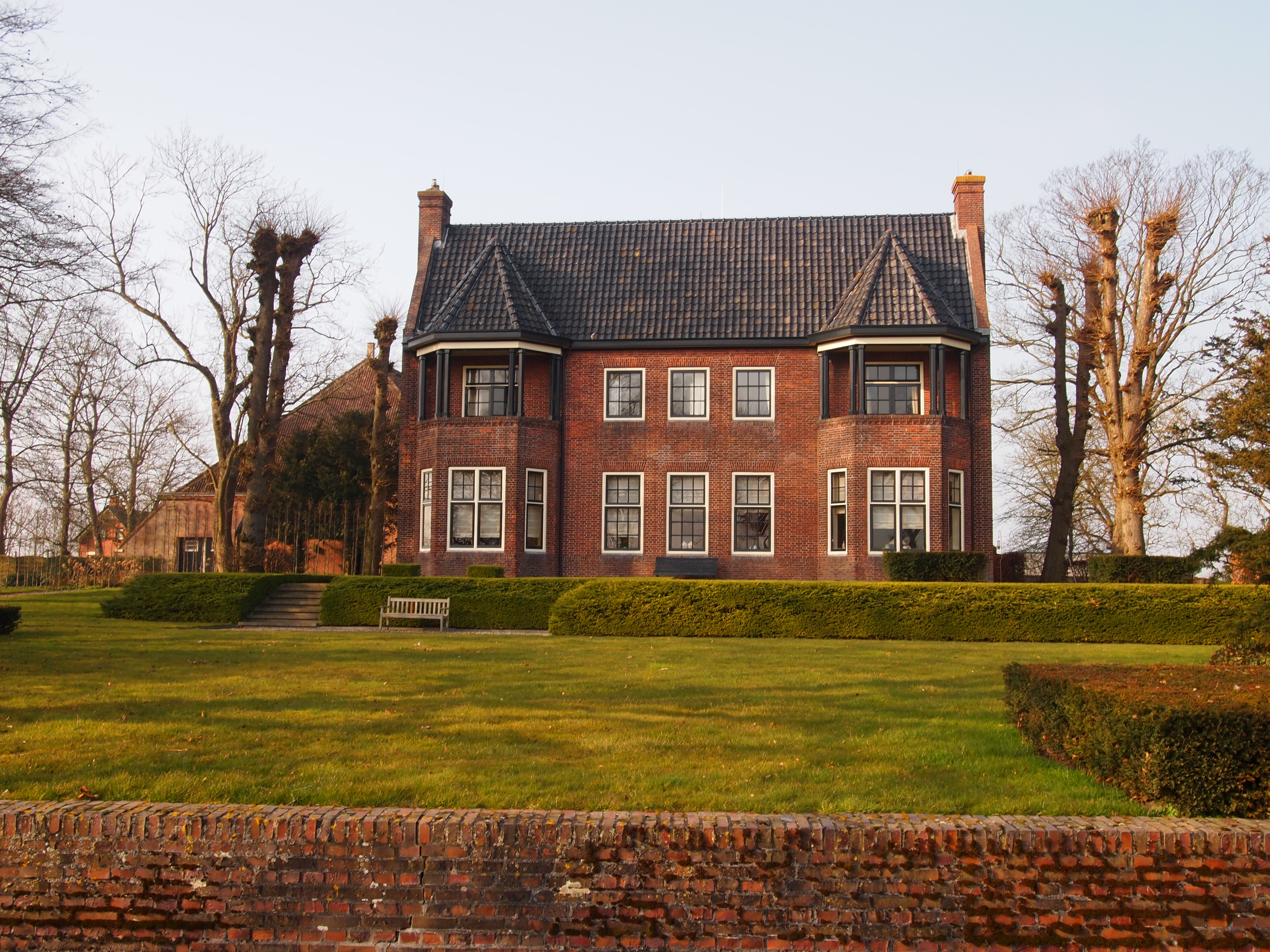
Oudelaan (nr. 82)
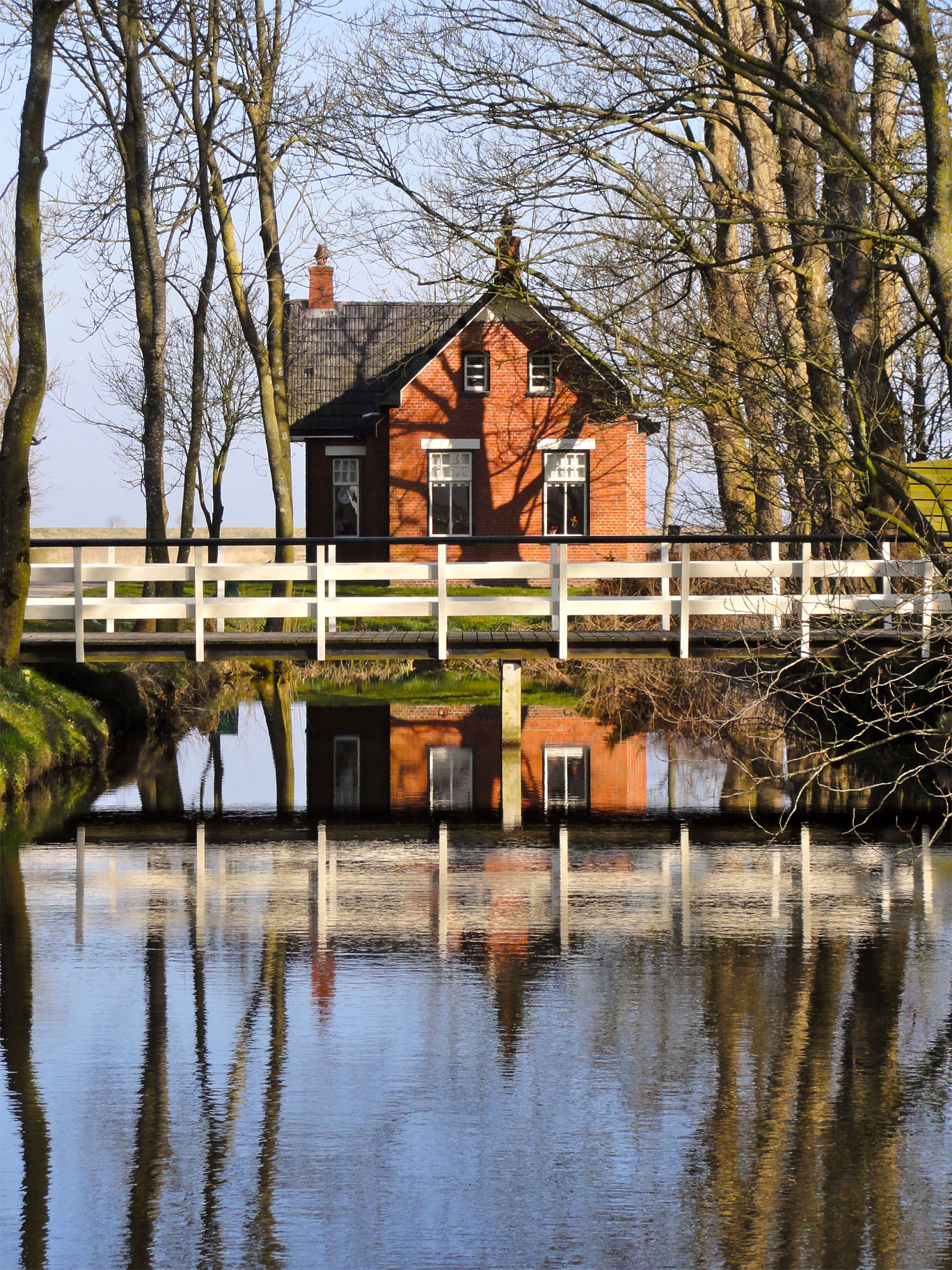
Arbeiderswoning (nr. 84)

Hoofdplaats: Uithuizen

Dorpen: Adorp · Den Andel · Baflo · Bedum · Eenrum · Eppenhuizen · Hornhuizen · Houwerzijl · Kantens · Kloosterburen · 't Lage van de Weg · Lauwersoog · Leens · Leenstertillen · Lutjewolde · Mensingeweer · Molenrij · Niekerk · Noordwolde · Oldenzijl · Onderdendam · Onderwierum · Oosteinde · Oosternieland · Pieterburen · Rasquert · Rodewolt · Roodeschool · Rottum · Saaxumhuizen · Sauwerd · Startenhuizen (deels) · Stitswerd · Tinallinge · Uithuizermeeden · Ulrum · Usquert · Vliedorp · Vierhuizen · Warffum · Warfhuizen · Wehe-den Hoorn · Westerdijkshorn · Westernieland · Wetsinge · Winsum · Zandeweer · Zoutkamp · Zuidwolde · Zuurdijk

Buurtschappen, gehuchten, wierden en buurten: 1e Nijhoezen · 2e Nijhoezen · 't Aagt · Abbeweer · Alinghuizen · Arwerd · Barnegaten · Bellingeweer · Bethlehem · Beusum · Bokum · Breede · Broek · Het Bultje · De Dingen · De Raken · De Vennen · Den Haver · Deikum · Doodstil · Douwen · Duisterwinkel · Eelswerd · Eemshaven · Elens · Ellerhuizen · Ernstheem · Ewer · Grijssloot · Groot Maarslag · Groot Wetsinge · De Haar · Hammeland · Den Hander · Harssens · Hefswal · Hekkum · Helwerd · Heuvelderij · Hiddingezijl · Holwinde · De Hoogte · De Horn · De Houw · 't Houweel · De Hucht · Kaakhorn · Katershorn · Kattenburg · Klei · Kleine Huisjes · Klein Garnwerd · Klein Maarslag · Klein Wetsinge · Kolham · Koningslaagte · Koningsoord · De Knijp · Kruisweg · Lutje Marne · Lutke Saaxum · Maarhuizen · (Marnehuizen) · Menkeweer · Menneweer · Midhalm · Midhuizen · Mollenhuizen · Nijenklooster · Noordpolder · Noordpolderzijl · Obergum · Oldenzijl · Oldorp · Oosterhorn · Oosterhuizen (Eenrum) · Oosterhuizen (Zuidwolde) · Oudedijk · Oudeschip · Paapstil · Panser · Plattenburg · Polen · Ranum · Reidland · Roodehaan · Schapehals · Schaphalsterzijl · Schilligeham · Schouwen · Schouwerzijl · Sint Annerhuisjes · 't Stort · De Streek · Takkebos · Ter Laan · Tijum · Valcum · Valom · Wadwerd · Walsweer · Westerhorn (De Marne) · Westerhorn (Hogeland) · Westerklooster · Westpolder · Wierhuizen · Wierum · 't Wildeveld · Willemsstreek · Zevenhuizen